# Cherry (wrestler)
Cherry, pseudonimo di Kara Elizabeth Drew (Morristown, 15 luglio 1975), è un'ex wrestler e manager di wrestling statunitense.

## Carriera
La Drew iniziò la carriera nel mondo del wrestling nel gennaio 2000 come manager nella IWF. Nello stesso periodo iniziò ad allenarsi per diventare wrestler con Gino Caruso alla ECPW, lavorando come manager ed occasionalmente come lottatrice nelle varie federazioni della costa est degli Stati Uniti. Nel 2003 iniziò a lavorare prevalentemente come wrestler; lottò nelle federazioni indipendenti fino al settembre del 2005. Nello stesso anno iniziò a lavorare per la Ohio Valley Wrestling e firmò un contratto con la WWE nel 2006.
Debuttò nella OVW con il ring name Cherry Pie, lavorando come valletta dei Throwbacks (Deuce e Domino). Assunse la gimmick anni cinquanta del duo, indossando una gonna in stile dell'epoca con disegnato un barboncino, i pattini e masticando per tutto il tempo chewing gum. Verso la metà del 2006 perse il "Pie", diventando semplicemente Cherry. Alla fine dello stesso anno, Shawn Spears e Cody Rhodes sconfissero i Throwbacks, conquistando i servizi manageriali di Cherry. Il rapporto tra Cherry e Spears iniziò a deteriorasi e si concluse con un turn della stessa ai danni di Spears e Rhodes, aiutando Deuce e Domino l'OVW Southern Tag Team Championship.
Cherry fece il suo debutto a SmackDown il 19 gennaio 2007, facendo da manager a Deuce e Domino. Il 7 marzo 2008 partecipò ad un Swimsuit Contest assieme a con Maryse, Eve Torres, Michelle McCool e Victoria. Il 28 marzo 2008 effettuò un turn face lottando in tag team con Michelle McCool sconfiggendo Maryse e Victoria in un Water Fight Tag Team Match. Debuttò nelle competizioni da singola sconfiggendo Victoria grazie ad un roll-up dopo che questa venne distratta da Michelle il 18 aprile 2008. Il 27 aprile, durante la decima edizione del pay-per-view Backlash, lottò in un 12-Divas Tag Team Match, ma il suo team viene sconfitto. Nel video WWE After the Bell trasmesso da WWE.com, Cherry venne scaricata da Deuce'n Domino in favore di Maryse, la quale divenne la loro nuova valletta.
Il 15 agosto 2008 la WWE ha ufficializzato il licenziamento della wrestler.

## Personaggio

### Mosse finali
- Running bulldog
- Stunner

### Wrestler assistiti
- Deuce 'n Domino

### Musiche d'ingresso
- I'm All About Cool di Jim Johnston (2007-2008; con Deuce 'n Domino)
- Cherry Baby di Jim Johnston (2008)

## Titoli e riconoscimenti
Jersey Championship Wrestling
- JCW Women's Championship (1)